# Niżnije Pieny
Niżnije Pieny (ros. Нижние Пены) – wieś (sieło) w Rosji, w obwodzie biełgorodzkim, w rejonie rakitiańskim. W 2010 liczyła 990 mieszkańców.